# Kammaragodu, Mudigere
Kammaragodu là một làng thuộc tehsil Mudigere, huyện Chikmagalur, bang Karnataka, Ấn Độ.